# Arrondissement de Mirebalais
Arrondissement de Mirebalais (franska: Mirebalais) är ett arrondissement i Haiti.   Det ligger i departementet Centre, i den centrala delen av landet, 40 km nordost om huvudstaden Port-au-Prince. Antalet invånare är 175 380. Arean är 864 kvadratkilometer.
Terrängen i Arrondissement de Mirebalais är bergig västerut, men österut är den kuperad.